# Professor Buchs Rejseeventyr
|  | Denne artikel er oprettet af botten PalnaBot ud fra en ekstern database. Den kan derfor have sproglige fejl eller mangler. Denne skabelon kan fjernes efter kontrol af indholdet. |

Professor Buchs Rejseeventyr er en stumfilm fra 1913 instrueret af Christian Schrøder efter manuskript af A.V. Mammen.